# Leyssard
Leyssard ist eine französische Gemeinde mit 163 Einwohnern (Stand 1. Januar 2022) im Département Ain in der Region Auvergne-Rhône-Alpes. Sie ist dem Kanton Pont-d’Ain im Arrondissement Nantua zugeteilt.

## Geographie
Leyssard liegt auf 566 m, etwa 20 Kilometer östlich der Präfektur Bourg-en-Bresse und 18 Kilometer südwestlich der Stadt Oyonnax (Luftlinie) im südlichen französischen Jura-Gebirge.
Die Fläche des  9,13 km² großen Gemeindegebiets umfasst einen Teil der Montagne de Berthiand, ein Höhenzug (Antiklinale) im Bugey mit einer gewellten Hochfläche zwischen dem Ain-Tal und dem Tal des Oignin. Hier wechseln sich sanfte Mulden mit Kuppen und langgezogenen Kämmen ab. Im Süden verlässt der Bach Leyssard das Gemeindegebiet in Richtung Ain, er führt jedoch nicht ganzjährig Wasser, da ein großer Teil des
Niederschlagswassers schnell im porösen kalkhaltigen Untergrund versickert. Der westliche Rand der Gemeinde folgt der Geländekante, hinter der die etwa 200 m eingetiefte Schlucht des Ain beginnt.
Die Gemeinde Leyssard besteht aus sechs kleinen Weilern, nämlich:
- Leyssard (480 m) in einer Mulde nahe der Quelle des gleichnamigen Baches
- Chapiard (638 m) im Süden an der Westflanke eines bis auf 815 m reichenden Kamms
- Écuvillon (590 m) im Süden
- Mens (731 m) auf einer Erhebung im Westen des Gemeindegebiets
- Solomiat (632 m) auf einer Hochfläche südlich des Mont Griset
- Balvay (542 m) in einer Erhebung über einer Schleife des Ain.

Über das Gemeindegebiet verläuft der Anstieg zum Pass Col de Berthiand, jedoch liegt keiner der Weiler direkt an der Passstraße. Nachbargemeinden von Leyssard sind Bolozon und Sonthonnax-la-Montagne im Norden, Nurieux-Volognat, Peyriat und Ceignes im Westen, Challes-la-Montagne im Süden sowie  Serrières-sur-Ain im Westen.

## Geschichte
Erstmals urkundlich erwähnt wird Leyssard im Jahr 1250 unter dem Namen Leyssart. Vom 13. Jahrhundert bis 1402 gehörte Leyssard zur Herrschaft der Thoire-Villars, danach kam es unter die Oberhoheit der Grafen von Savoyen. Mit dem Vertrag von Lyon gelangte es im Jahre 1601 an Frankreich. Die ursprünglich bis zum Fluss Ain reichende Gemeinde wurde 1828 aufgeteilt, so dass die Weiler Serrières, Sonthonnax le Vignoble und Merpuis et Malaval die eigenständige Gemeinde Serrières-sur-Ain bildeten.

## Bevölkerung
| Jahr                       | 1962 | 1968 | 1975 | 1982 | 1990 | 1999 | 2010 | 2021 |
| Einwohner                  | 141  | 120  | 82   | 95   | 113  | 143  | 153  | 163  |
| Quellen: Cassini und INSEE |      |      |      |      |      |      |      |      |

Mit 163 Einwohnern (Stand 1. Januar 2022) gehört Leyssard zu den kleinsten Gemeinden des Départements Ain. Nachdem die Einwohnerzahl während des 20. Jahrhunderts kontinuierlich abgenommen hatte (1901 wurden noch 406 Personen gezählt), wurde um die Jahrhundertwende wieder eine leichte Bevölkerungszunahme verzeichnet.

## Sehenswürdigkeiten
Bei Balvay gibt es einen Aussichtspunkt über das schluchtartige Tal des Ain, den Revermont und die weite Ebene der Bresse an der Stelle einer Burg, von der heute noch Grundmauern sichtbar sind. Die Kirche Mariä Himmelfahrt in Leyssard stammt vom Beginn des 16. Jahrhunderts.

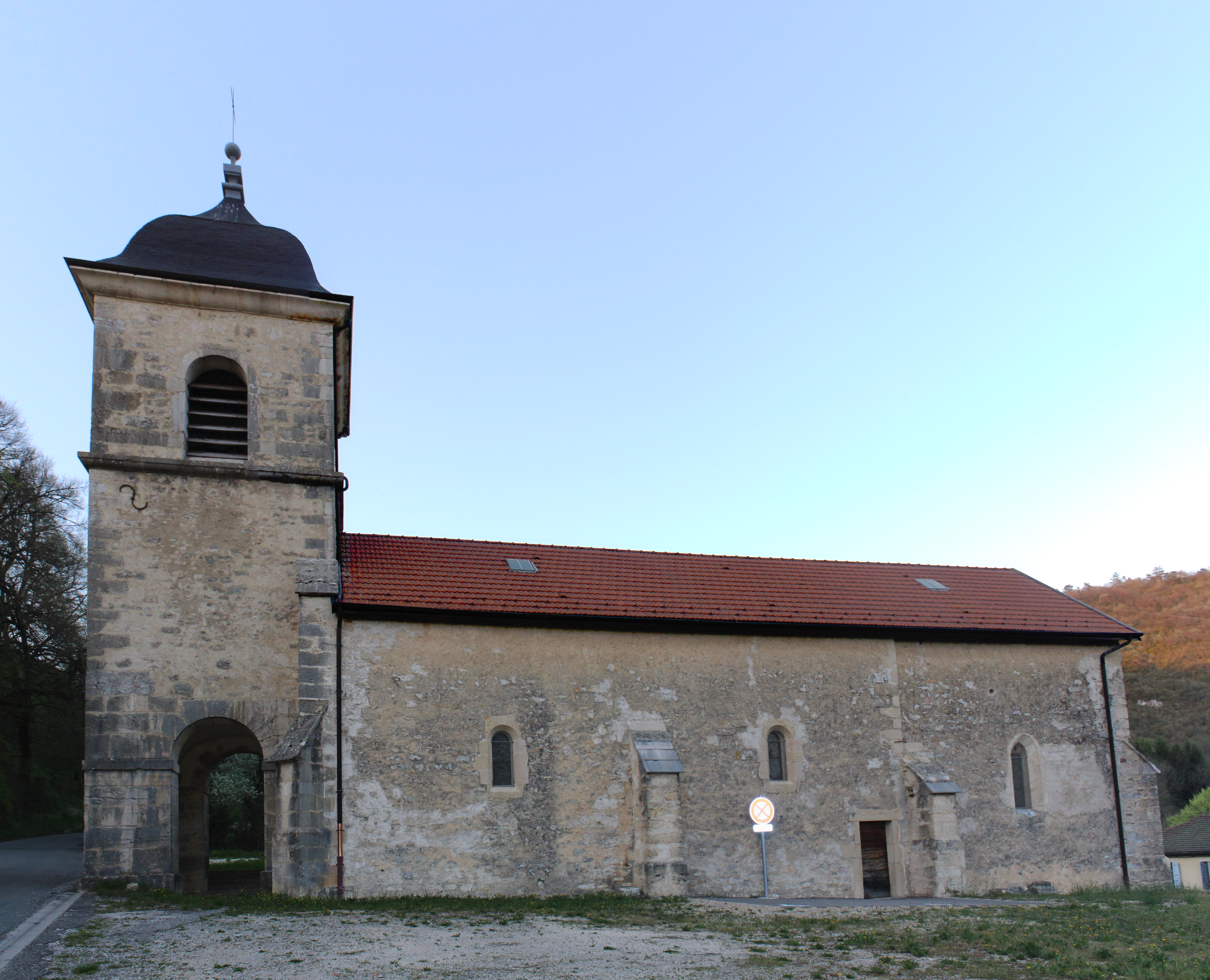
Kirche Mariä Himmelfahrt
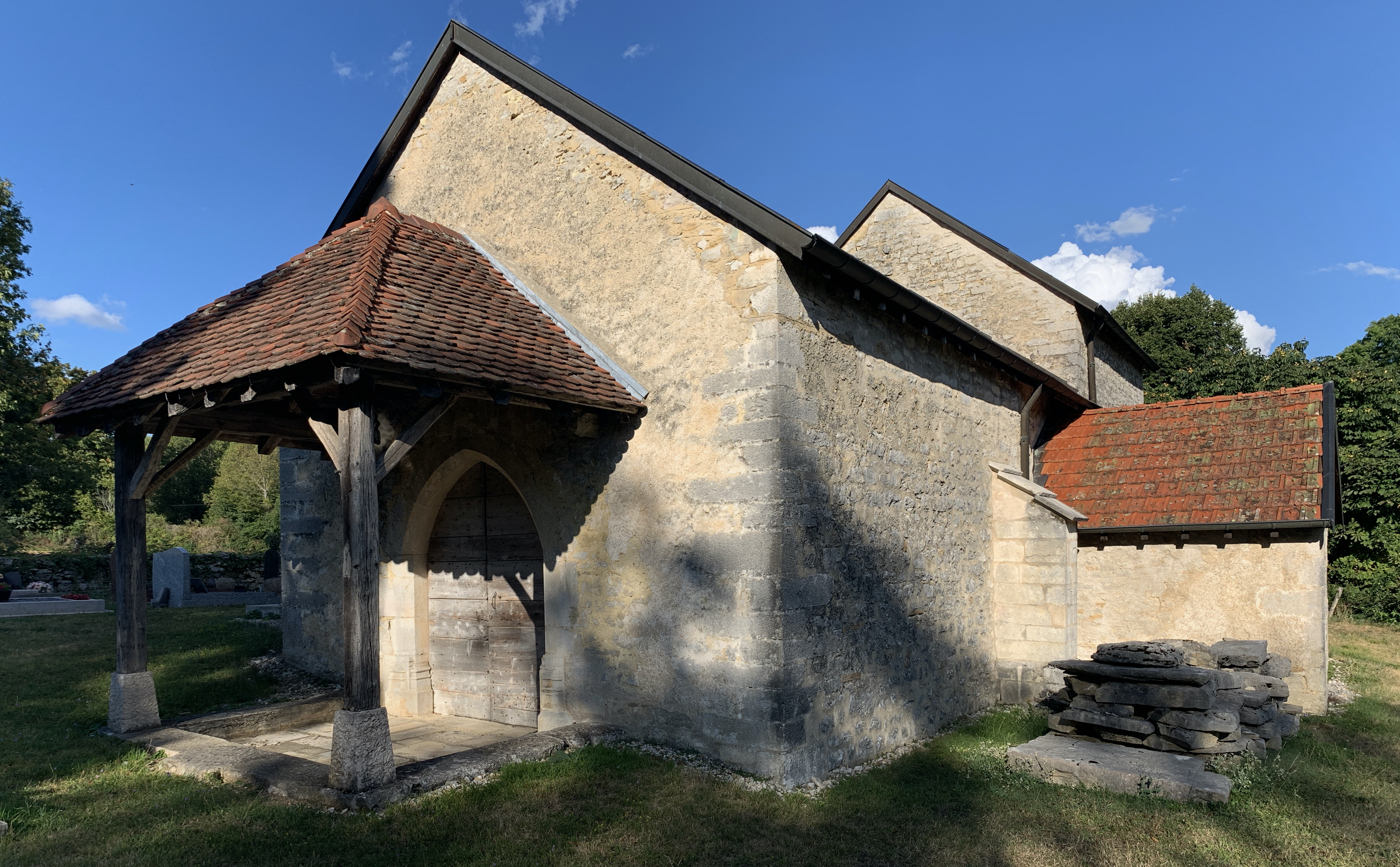
Kapelle Sainte-Madeleine im Ortsteil Solomiat
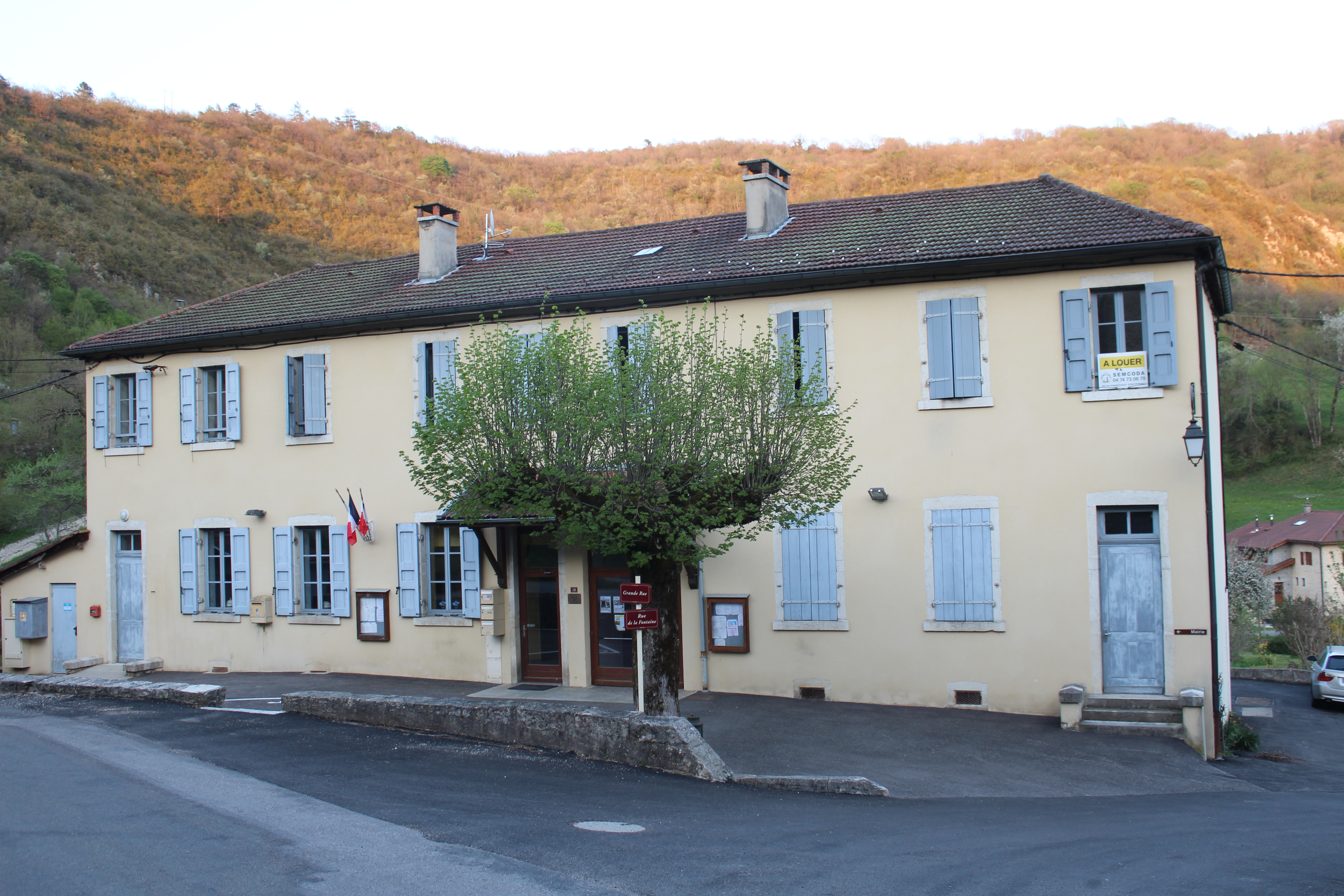
Rathaus (mairie)
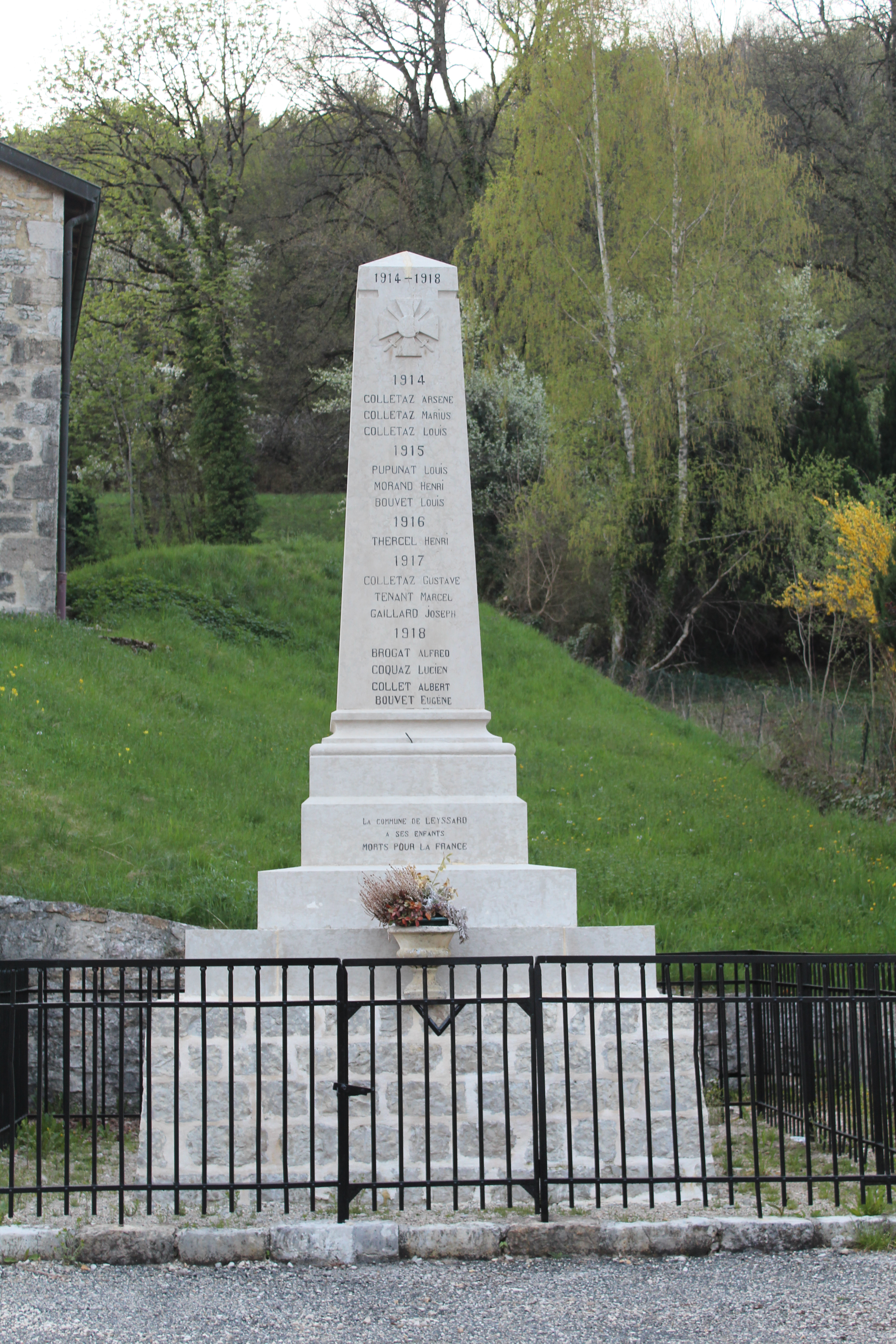
Gefallenendenkmal

## Wirtschaft und Infrastruktur
Leyssard war bis weit ins 20. Jahrhundert hinein ein vorwiegend durch die Landwirtschaft, insbesondere Milchwirtschaft und Viehzucht, sowie die Forstwirtschaft geprägtes Dorf. Mittlerweile hat sich das Dorf zu einer Wohngemeinde gewandelt, die meisten Erwerbstätigen sind Wegpendler, die in den größeren Ortschaften der Umgebung ihrer Arbeit nachgehen. Fünf landwirtschaftliche Betriebe (Stand: 2010) sind noch im Ort ansässig.
Das Gemeindegebiet wird von der Departementsstraße D979 durchquert, die von Nantua nach Bourg-en-Bresse führt. Die quer zu den Höhenzügen des Jura verlaufende Straße steigt hier zum Pass Col de Berthiand an, und Stichstraßen führen von ihr zu den einzelnen Weilern. Von Chapiat aus führt jeweils eine Nebenstraße nach Challes-la-Montagne und nach Étables. Die nächste Verbindung an das regionale Autobahnnetz ist die Anschlussstelle „La Croix Châlon“ an der A 404.